# سندی مک‌دید
سَندی مک‌دید (انگلیسی: Sandy McDade؛ زادهٔ فوریه ۱۹۶۴) بازیگر اهل اسکاتلند است.
از فیلم‌ها یا برنامه‌های تلویزیونی که وی در آن نقش داشته‌است، می‌توان به تاگارت، اندکی فراست، اداره، ایست‌اندرز، پرده دو، هیمیش مکبث، شهر هالبی، مَسترپیس، شاهد خاموش، ترفندهای نو، پدر براون، پوآرو، گناه، چرخ زمان، سندیتون، بازسازی، خانم هندرسون تقدیم می‌کند و جین ایر اشاره کرد.